# Stephen Rowbotham
Stephen Christopher Rowbotham (* 11. November 1981 in Swindon) ist ein ehemaliger britischer Ruderer, der 2008 eine olympische Bronzemedaille im Doppelzweier gewann.

## Karriere
Der 1,93 m große Stephen Rowbotham debütierte 2004 im Ruder-Weltcup. Bei den Weltmeisterschaften in Gifu belegten Matthew Wells, Stephen Rowbotham, Alan Sinclair und Matt Langridge den siebten Platz im Doppelvierer. 2006 bildeten Wells und Rowbotham einen Doppelzweier. Bei den Weltmeisterschaften in Eton gewannen die beiden die Bronzemedaille hinter den Franzosen und den Slowenen. Ein Jahr später siegten bei den Weltmeisterschaften 2007 in München die Slowenen vor den Franzosen und den Esten, mit 0,78 Sekunden Rückstand auf die Esten erreichten Wells und Rowbotham als Vierte das Ziel. Bei den Olympischen Spielen 2008 in Peking  gewann der australische Doppelzweier, der estnische Doppelzweier erhielt die Silbermedaille mit 0,05 Sekunden Vorsprung vor Wells und Rowbotham.
2009 verpassten Wells und Rowbotham das Finale bei den Weltmeisterschaften in Posen. Im B-Finale belegte Rowbotham zusammen mit Sam Townsend den sechsten Platz, in der Gesamtabrechnung waren die Briten damit Zwölfte. 2010 kehrte Rowbotham in den Doppelvierer zurück. Zusammen mit Charles Cousins, Sam Townsend und Bill Lucas belegte er bei den Weltmeisterschaften in Neuseeland den fünften Platz. 2011 erreichten Tom Solesbury, Stephen Rowbotham, Sam Townsend und Bill Lucas den siebten Platz bei den Weltmeisterschaften in Bled. 2012 kehrte auch Matthew Wells in den Doppelvierer zurück. Bei den Olympischen Spielen in London wurden die Ruderwettbewerbe in Eton ausgetragen, dort belegten Stephen Rowbotham, Charles Cousins, Tom Solesbury und Matthew Wells den fünften Platz.